# Yves Guihannec
Yves Guihannec, né en 1946 et mort en 1992, est un journaliste français.
Normalien (promotion L1966), il passa toute sa scolarité au Lycée de Laval. Chroniqueur et éditorialiste au magazine Le Point, il fut également membre du jury de l'ENA.

## La fondation Yves Guihannec
La Yves Guihannec Foundation, créée à Londres en sa mémoire, réalise des opérations au profit d'œuvres caritatives ou culturelles comme l'aide aux personnes pauvres atteintes par le virus du sida.  

## Publications
- Capitalisme à la française ? Le commentaire, 1989.